# Å (Åfjord)
Å i Åfjord este o localitate din comuna Åfjord, provincia Sør-Trøndelag, Norvegia, cu o suprafață de 1,3 km² și o populație de 1.162 locuitori (2013).